# Станкевич, Александр Владимирович (художник)
Алекса́ндр Влади́мирович Станке́вич (ок. 1846 — после 1892)  — польский художник, в основном акварелист, который многие годы провёл в Сибири.

## Биография
Родился в польской дворянской семье в Варшавской губернии. В 1863—64 годах принял участие в Польском восстании. За это, по приговору военно-полевого суда был лишён дворянства и приговорён к десяти годам каторги в Сибири. С 1865 года находился на каторге в Иркутске. Затем был направлен на строительство Кругобайкальского тракта, где принял участие в Кругобайкальском польском восстании (1866). После этого был направлен рабочим на Александровский винокуренный завод, затем снова в Иркутск, на Солеваренный завод. Из десяти лет каторги отбыл шесть с половиной, после чего был переведён из разряда каторжников в разряд ссыльнопоселенцев, и из Иркутска отправлен в Красноярск (1871), а оттуда в город Минусинск Енисейской губернии.  В 1871 году, согласно полицейским документам, ему было 25 лет, что означает, что участие в восстании он принимал ещё в юношеском возрасте. Согласно той же полицейской метрике, рост его был 1 метр 70 сантиметров, волосы тёмно-русые, глаза карие.
Поселившись в Минусинске, Станкевич начал заниматься живописью, которой, видимо, обучился ранее. По заказу местных краеведов он выполнил альбом рисунков местных курганов из Аскизской могильной (Курганной) степи, а также рисунки с изображениями сойотов. Его прошение о разрешении навестить больную мать и сестру, проживавших в городе Литин Подольской губернии было отклонено.
В 1876 году, после ходатайств сестры, ему разрешили поселиться в Красноярске. Здесь он продолжал заниматься живописью, в том числе и по заказам всё того же Минусинского музея, для которого оформил каталог «Древности Минусинского музея. Памятники металлических эпох». Работы Станкевича расходились по домам купцов и других представителей зажиточных групп населения Минусинска и Красноярска.
В 1883 году император Александр III объявил амнистию участникам Польского восстания, однако, Станкевич, принявший участие и в Кругобайкальском восстании, под амнистию не подпадал. В 1892 году он всё ещё писал ходатайства о праве вернутся на родину. Дальнейшая его судьба неизвестна.

## Личность и художественное наследие
Сегодня работы Станкевича (акварели, рисунки, и даже картины маслом) хранятся в коллекциях нескольких российских музеев. Так, в  собрании Минусинского музея имени Н. М. Мартьянова хранится 13 подписных работ А. Станкевича, включая акварели и картину маслом на библейскую тему, а также переписка художника Станкевича с Н. М. Мартьяновым, основателем музея. Имеется также некоторое количество неподписанных работ, автором которых может быть сочтён Станкевич. В Красноярском краеведческом музее хранится акварель Станкевича «Сбор ясака казаками в Енисейской губернии» (1875). Есть его работы и в собрании Санкт-Петербургской Кунсткамеры. Некоторые документы о Станкевиче хранятся в Государственном архиве Красноярского края.
Александр Станкевич влияние на формирование интереса к живописи у известного в будущем художника Каратанова, чей отец трудился управляющим у золотопромышленника Петра Ивановича Кузнецова в селе Аскиз Минусинского уезда. Из коллекции П.И. Кузнецова происходит акварель «Сбор ясака казаками», поступившая затем в Красноярский краеведческий музей.
Каратанов в своих неопубликованных записках писал о Станкевиче: 

«У него (Станкевича) были с собой сделанные им акварели видов Алтая, Саянов, а также и жанровые сцены. Мне тогда эти акварели казались хорошими, но уже особенно меня не поразили, так как мне приходилось видеть репродукции в художественных изданиях, имевшихся у нас. Но вот то, что я видел человека, который сам рисовал эти акварели, это было для меня ново и внушало почтение. <…> Да и наружность у него такая была, точь-в-точь ,как их изображают в журнальных картинках: бородка клинышком, длинные волосы и, как мне тогда казалось, и костюм-то на нем какой-то особенный. Несколько акварелей он подарил отцу, который потом их копировал. У нас имелась и еще одна его работа масляными красками, сделанная им по заказу отца на холсте «Икона Рождества Пресвятой Богородицы». Несколько акварелей Станкевича есть в нашем краевом музее.»— Воспоминания Д. И. Каратанова
Александр Станкевич не был единственным ссыльным польским художником в Сибири. В течение XIX века в Сибирь было выслано около 18 тысяч поляков, среди которых было некоторое количество художников, большинство из которых отбывали ссылку в Иркутске.
Александра Станкевича не следует путать с его тёзкой и современником — польским художником, другом Семирадского, проживавшим в Риме.

## Галерея

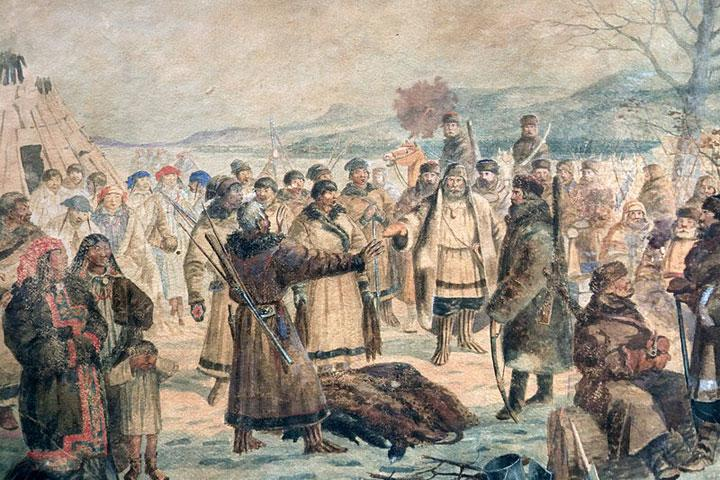
Сбор ясака казаками в Енисейской губернии. Бумага, акварель. Красноярский краеведческий музей.
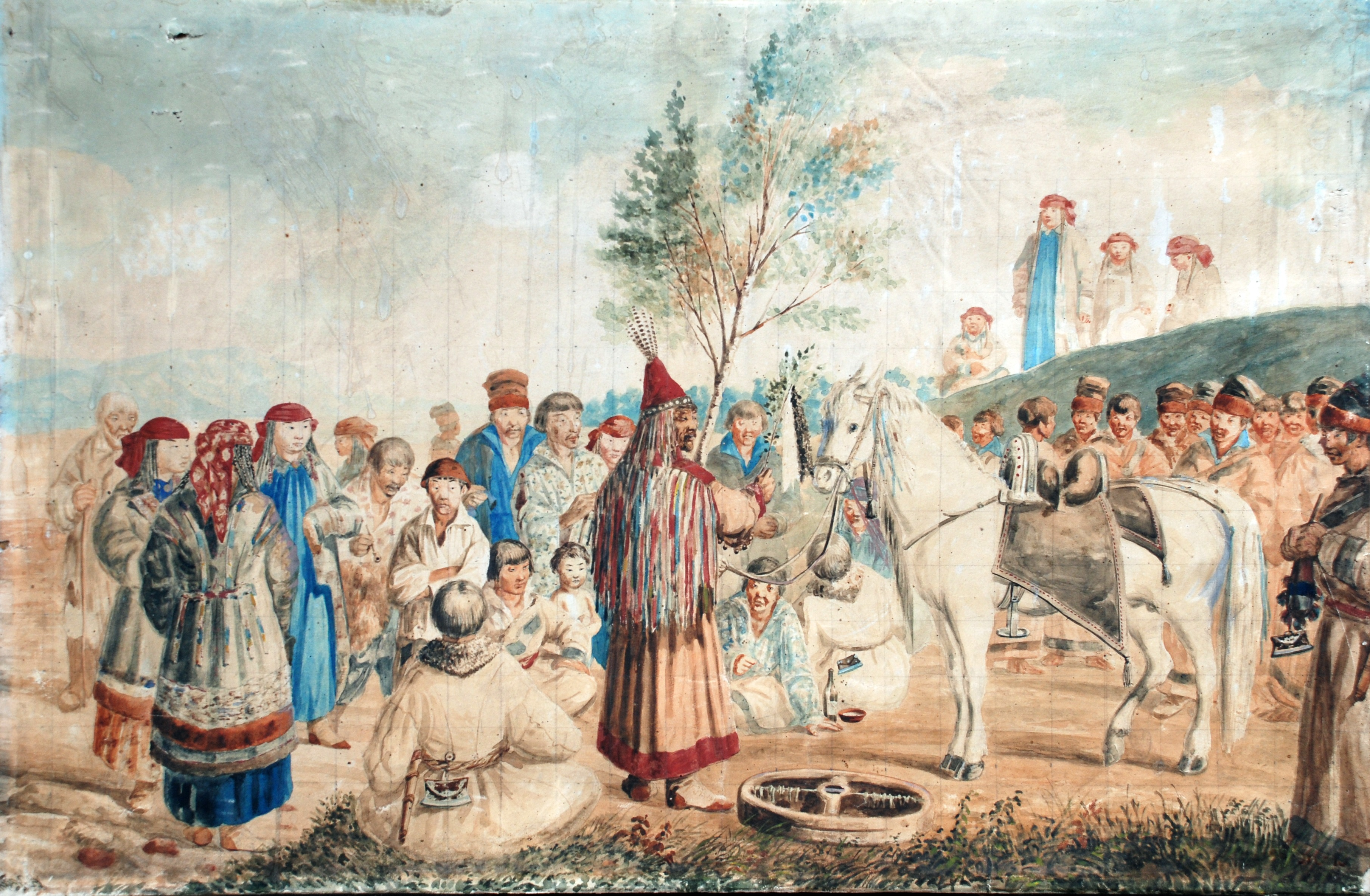
Посвящение коня. Кон. XIX века. Бумага, акварель. Минусинский краеведческий музей.
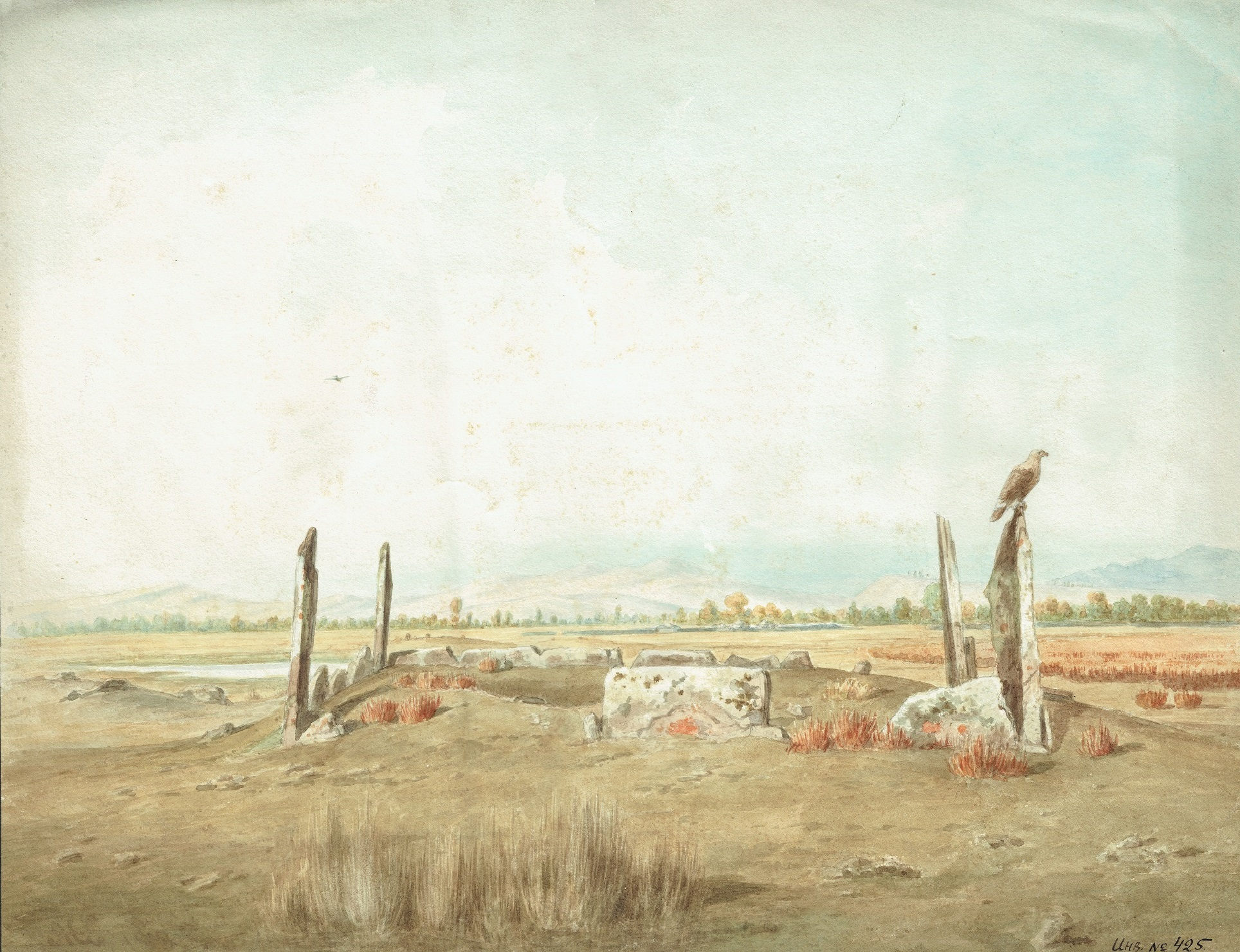
Могильник между Таштыпом и Тёей. 1885 год. Бумага, акварель. Минусинский краеведческий музей.